# Alpha Draconis
Désignations
Alpha Draconis (α Draconis / α Dra), également nommée Thuban, est une étoile binaire de la constellation du Dragon. Bien qu'étant la 8e étoile de la constellation par ordre d'éclat, elle est probablement la plus connue car elle indiquait le pôle nord céleste il y a 4 800 ans.

## Caractéristiques physiques

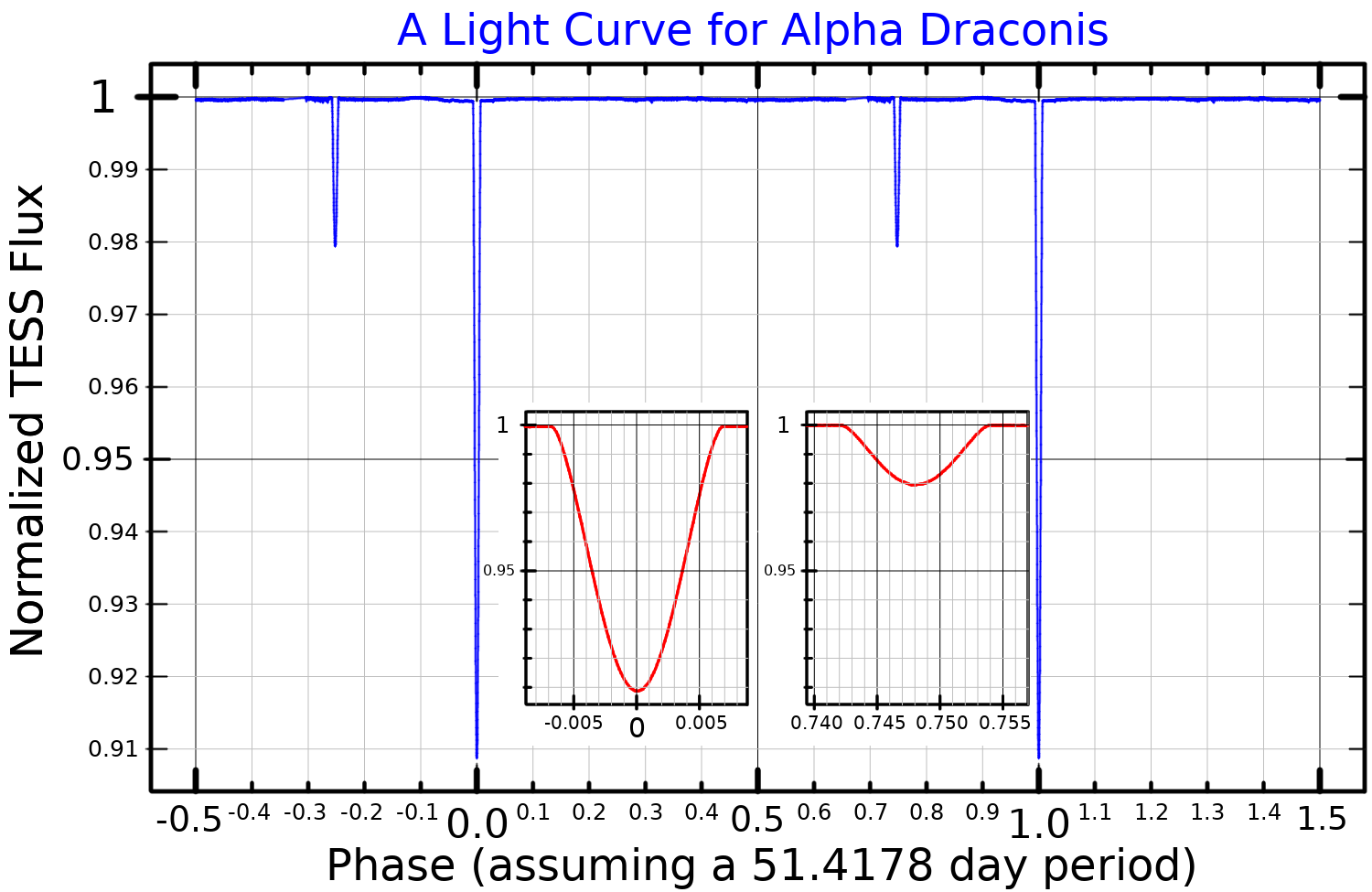
Courbe de lumière de Thuban, tracée à partir des données du satellite TESS. Le graphique principal montre la courbe de lumière dans sa totalité, tandis que les encadrés montrent les minima primaire et secondaire plus en détail.

De magnitude apparente 3,65, Thuban est distante d'environ 303 années-lumière. C'est une binaire spectroscopique dont le compagnon tourne autour d’elle en 51,42 jours sur une orbite présentant une excentricité assez marquée de 0,43. Pendant longtemps, seule l'étoile primaire pouvait être détectée dans le spectre. Désignée α Draconis A, c'est une étoile géante chaude (10 225 K) de type spectral A0III, 240 fois plus lumineuse que le Soleil. Son compagnon, moins évolué, est une étoile blanche de la séquence principale un peu plus froide que l'étoile primaire, peut-être de type spectral A2.
Thuban a été suspectée d'être légèrement variable, d'un ordre de 1 à 2 millimagnitudes et sur une période de 53 minutes à peine. Elle a alors été proposée comme étant membre de la (possible) classe d'étoiles variables de type Maïa ; cependant, les données photométriques recueillies par le satellite TESS de la NASA n'ont pas mis en évidence de variabilité intrinsèque. Le satellite a toutefois détecté des diminutions de luminosité périodiques provoquées par des éclipses, faisant du Thuban une binaire à éclipses.
Thuban a également été proposée comme un membre possible de la classe des étoiles de type Lambda Bootis, supposant des abondances particulières en certains éléments chimiques, ce qui a été également infirmé.

## Environnement stellaire
α Draconis est probablement l’étoile la plus connue de la constellation du Dragon, au point que la désignation α lui avait été attribué par Johann Bayer. 

À cause du phénomène de précession des équinoxes, Thuban indiquait il y a 4 800 ans presque exactement le pôle nord céleste, place dévolue de nos jours à Alpha Ursae Minoris, l'étoile polaire de notre époque. Thuban était donc l’étoile polaire lors de l’apogée de la civilisation égyptienne antique et il semblerait que certains temples égyptiens furent construits en référence à Thuban. Elle se trouve désormais à plus de 25° du pôle.

## Nom traditionnel
Le nom de Thuban provient de l’arabe et signifie « serpent », nom arabe de la constellation du Dragon. Elle est parfois désignée par Adib, de l’arabe Al Dhi’bah qui signifie « les hyènes », une expression générique de plusieurs étoiles de cette partie du ciel. Enfin, elle était parfois appelée la queue du Dragon.